# Dom rodzinny Sándora Petőfiego
Dom rodzinny Sándora Petőfiego (węg. Petőfi Sándor Szülőháza) – muzeum, dom rodzinny Sándora Petőfiego zlokalizowany w Kiskőrös, przy placu imienia patrona.

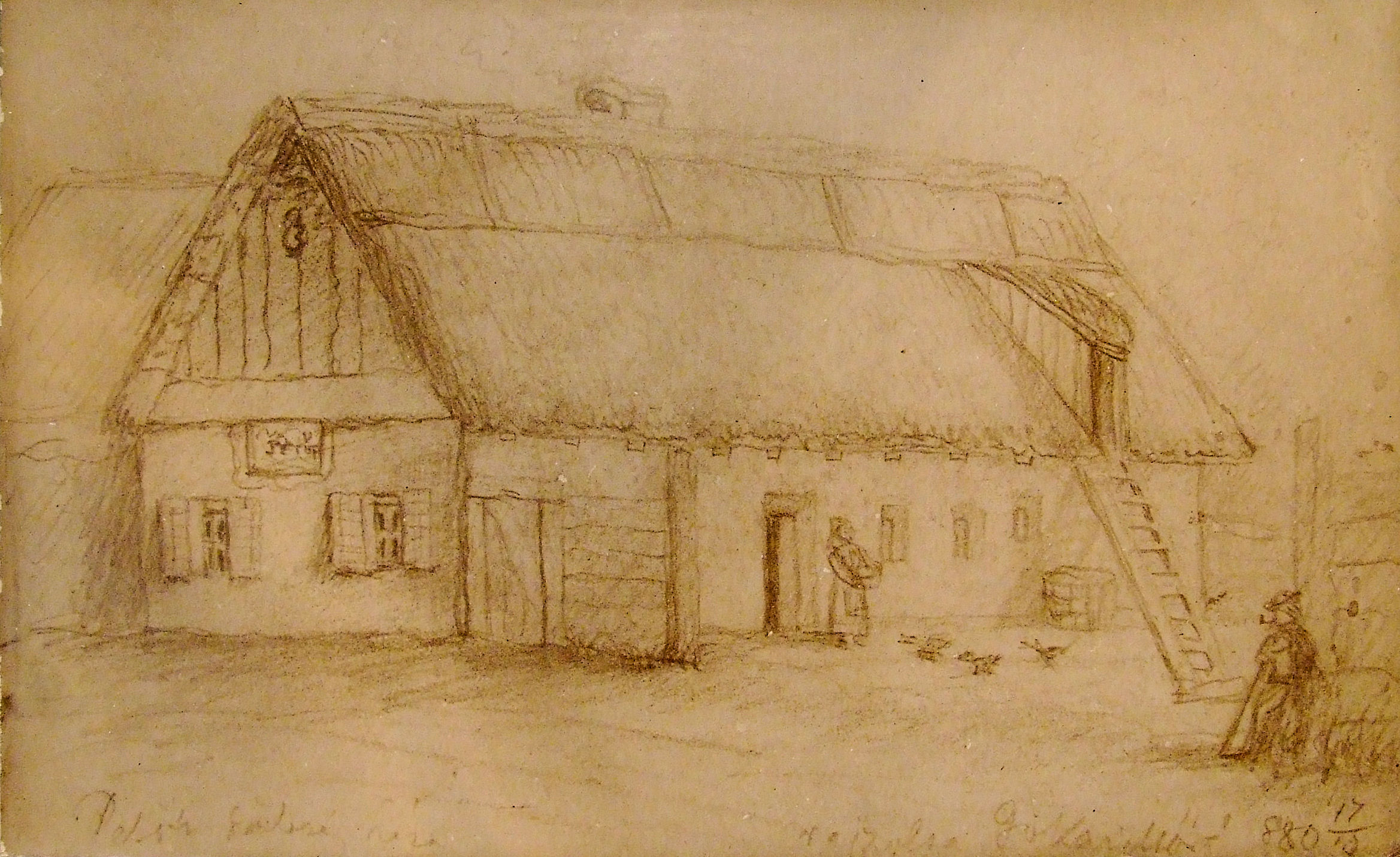
Rysunek domu autorstwa Móra Jókaia z 1880

Poeta urodził się 1 stycznia 1823 w Kiskőrös i jeszcze tego samego dnia, z uwagi na słaby stan zdrowia, został ochrzczony w miejscowym kościele luterańskim. Jako syn rzeźnika odwiedzał z ojcem całe terytorium powiatu, więc obszar ten jest bardzo bogaty w pamiątki po Petőfim. W rodzinnym mieście zachowany jest i autentycznie wyposażony jego dom rodzinny w oryginalnym stanie. Obiekt ten zawiera muzeum literackie i park rzeźbiarski w przyległym ogrodzie.
Obecny budynek pochodzi z XVIII wieku, choć wcześniejszy wzniesiony był w XVI wieku. Jeden z pokoi zawiera oryginalne meble rodzinne, obrazując stan z czasów narodzin poety, otwarta kuchnia z kominem wyposażona jest w naczynia z epoki (w tym cenne eksponaty etnograficzne), a w innym pomieszczeniu znajdują się pamiątki i dokumenty, m.in. z chrztu Petőfiego w Kiskőrös. Na wystawie można zobaczyć wiele dokumentów i przedmiotów związanych z samym Petőfim.
Na dziedzińcu znajduje się pierwszy na świecie publiczny pomnik poety. Sam dom Petőfiego to trzyczęściowy, drewniany obiekt ludowy kryty strzechą, zbudowany około 1780. W 1859 obiekt został odziedziczony przez Klárę Makovinyi, a w 1863 był własnością mistrza przędzalniczego Pála Martinovitsa i jego żony Terézii Varga. W 1861, z inicjatywy Imre Ivánki, na domu została odsłonięta marmurowa tablica z napisem: Tutaj urodził się Petőfi 31 grudnia 1822 roku. Można go zwiedzać od 1880, kiedy to został otwarty jako muzeum przez Móra Jókaia w imieniu Towarzystwa Węgierskich Pisarzy i Artystów. Miejsce narodzin poety to pierwsze muzeum literackie na Węgrzech.
W latach 1948–1949, z okazji stulecia obchodów rewolucji węgierskiej i wojny o niepodległość, narodził się pomysł, aby miejsce narodzin Petőfiego kompleksowo zagospodarować. Aby tak się stało, dom został uporządkowany, a z Budapesztu dowieziono meble rodzinne. Prace ukończono w 1953.